# ジョー・サウス
ジョー・サウス（Joe South、1940年2月28日-2012年9月5日）はアメリカ合衆国のシンガーソングライターでギタリストである。代表作に「孤独の影（Games People Play）」、リン・アンダーソンのカバー・バージョンがヒットした「ローズ・ガーデン」などがある。

## 経歴
本名はジョセフ・アルフレッド・サウター (Joseph Alfred Souter)。キャリアとして最初のレコードは、1958年7月にNRCレコードから出したノベルティヒットの「The Purple People Eater Meets the Witch Doctor」である。このヒットを皮切りに、サウスの音楽は次第に真面目なものになって行った。
1959年に、サウスはジーン・ヴィンセントによって録音された二つの曲を書いた。アルバム『Sounds Like Gene Vincent』（キャピトル・レコード、1959年）に収録された「I Might Have Known」と、アルバム『The Crazy Beat of Gene Vincent』（キャピトル・レコード、1963年）に収録された「Gone Gone Gone」である。
サウスは以前に、アトランタの音楽出版者でラジオパーソナリティーのビル・ロウリー (Bill Lowery)に出会い、音楽の道を励まされていた。サウスはアトランタのナショナル・レコーディング・コーポレーション (en:National Recording Corporation、NRC)でレコーディングのキャリアを始め、他のNRCアーチストのレイ・スティーヴンスやジェリー・リードらと共にギター演奏スタッフとして働いた。サウスの最初期のレコーディングは、NRCでCDへ再レコーディング化された。
サウスは優れたスタジオ・ミュージシャンでもあり、トミー・ロウの「シェイラ」、ボブ・ディランのアルバム『ブロンド・オン・ブロンド』、アレサ・フランクリンの「チェイン・オブ・フールズ」でギターを弾いている。記録によっては、サイモン&ガーファンクルの最初のヒット曲「サウンド・オブ・サイレンス」に加えられたエレキギターのパートをサウスが演奏したとしているものもあるが、他の記録ではアル・ゴルゴーニとヴィニー・ベルをギタリストとしてクレジットしている。
ビリー・ジョー・ロイヤルは、「Down in the Boondocks」、「I Knew You When」、「Yo-Yo」（のちにジ・オズモンズのカバーでヒット）、「Hush」（のちにディープ・パープル、サムバディズ・イメージ・ウィズ・ラッセル・モリス、クーラ・シェイカーらのカバーでヒット）といったサウスの歌をレコーディングしている。
1960年代終盤の社会問題に呼応して、サウスの楽曲スタイルは根本的に変化を見せた。最も如実に表れているのが、1968年に出した辛辣でナンセンス味のない「孤独の影（Games People Play）」であり（エリック・バーンの同名タイトルの本に触発されたとも言われる）、大西洋の両側でヒットした。みずみずしいストリングスの音色、オルガン、ブラスを伴奏として、この作品はグラミー賞の最優秀コンテンポラリー楽曲賞と最優秀楽曲賞とを受賞した。サウスは更に、「Birds of a Feather」（もともとは「Bubbled Under」の題で1968年2月10-17日付で106位、ザ・レイダースのカバーで1971年10月23-30日付でHot 100の23位まで上昇）や、自己省察的な2つの曲、すなわち、基本に返る「Don't It Make You Want to Go Home」（8か月後にブルック・ベントン・ウィズ・ザ・ディキシー・フライヤーズによってカバー）と、社会を挑発する「Walk a Mile in My Shoes」（ラスベガス時代のエルヴィス・プレスリー、ブライアン・フェリー、コールドカットらによりカバー）といったヒット曲を続けて出した。
ジョー・サウスの作品で最も商業的に成功したものは、1971年のカントリー／ポップ部門で大ヒットとなったリン・アンダーソンの「ローズ・ガーデン」である。この歌は世界の16の国でヒット曲となり、アンダーソンはヴォーカル部門でグラミー賞を受賞し、サウスは最優秀カントリーソング部門と最優秀歌曲賞部門のふたつでグラミー賞にノミネートされることとなった。サウスはアンダーソンに、「How Can I Unlove You」（ビルボードチャートのカントリー部門1位）や「Fool Me」（同3位）といったさらに多くのヒット曲を書いた。フレディ・ウェラー、ジニー・C.ライリー、ペニー・デハーヴェンといった歌手も、サウスの歌でビルボードカントリーチャートのヒット曲を放った。更に、サウスの最も有名な歌をカバーしたものが大半ではあるものの、サウスが書いた歌をレコーディングした歌手には、ジョニー・キャッシュ、グレン・キャンベル、ロレッタ・リン、キャロル・バーネット、アンディ・ウィリアムス、キティ・ウェルズ、ドッティ・ウェスト、ジム・ネイバース、リズ・アンダーソン、ジョージア・サテライツ、k.d.ラングらがいる。

## 私生活
1971年に兄弟のトミーが自殺したことにより、サウスはうつ病になっている。トミー・サウスはジョーのバックバンドのドラマーであり、ライブ演奏のときだけでなく、サウスがビリー・ジョー・ロイヤル、サンディ・ポージー、フレンド&ラヴァーといった他のアーチストをプロデュースする時のレコーディングにも参加していた。

## 栄誉
サウスは1979年にナシュビル・ソングライターの殿堂 (en:Nashville Songwriters Hall of Fame)に迎え入れられ、1981年にはジョージア州音楽の殿堂 (en:Georgia Music Hall of Fame)の一員となった。
1988年には、オランダのDJのヤン・ドンカース (nl)がVPROラジオ (nl:VPRO)の番組でサウスにインタビューした。このラジオ番組ではサウスの新曲も4曲公開されたが、新しいレコードは発売にならなかった。
2003年9月13日に、サウスはジョージア州音楽の殿堂の歓迎式典でバディ・ブイ、J.R.コブ、チップス・モーマンらと共に演奏した。
サウスの最後のレコーディングとなった「Oprah Cried」は2009年に行われ、『So the Seeds are Growing』と『A Look Inside』が一枚になって再リリースされたCDのボーナストラックとして収録された。

## 死去
サウスは2012年9月5日にジョージア州ビュフォードの自宅で心不全により死去した。72歳であった。

## ディスコグラフィ

### アルバム
| 年   | アルバムタイトル                   | チャート順位 | チャート順位 | チャート順位 | レーベル |
| 年   | アルバムタイトル                   | US           | USカントリー | CAN          | レーベル |
| ---- | ---------------------------------- | ------------ | ------------ | ------------ | -------- |
| 1969 | Introspect                         | 117          | —            | —            | Capitol  |
| 1969 | Games People Play                  | —            | —            | —            | Capitol  |
| 1970 | Don't It Make You Want to Go Home? | 60           | 39           | 36           | Capitol  |
| 1970 | Greatest Hits                      | 125          | —            | 88           | Capitol  |
| 1971 | Joe South                          | 207          | —            | —            | Capitol  |
| 1971 | Joe South Story                    | —            | —            | —            | MGM      |
| 1971 | So the Seeds Are Growing           | —            | —            | —            | Capitol  |
| 1972 | A Look Inside                      | —            | —            | —            | Capitol  |
| 1975 | Midnight Rainbows                  | —            | —            | —            | Island   |
| 1976 | You're the Reason                  | —            | —            | —            | Gusto    |
| 1990 | The Best of Joe South              | —            | —            | —            | Rhino    |
| 1999 | Retrospect: The Best of Joe South  | —            | —            | —            | Koch     |
| 2001 | Anthology: A Mirror of His Mind    | —            | —            | —            | Raven    |
| 2002 | Classic Masters                    | —            | —            | —            | Capitol  |

### シングル
| 年   | シングルタイトル                                         | チャート順位 | チャート順位 | チャート順位 | チャート順位 | チャート順位  | チャート順位 | アルバムタイトル                   |
| 年   | シングルタイトル                                         | US           | USカントリー | US AC        | CAN          | CANカントリー | CAN AC       | アルバムタイトル                   |
| ---- | -------------------------------------------------------- | ------------ | ------------ | ------------ | ------------ | ------------- | ------------ | ---------------------------------- |
| 1958 | "The Purple People Eater Meets the Witch Doctor"         | 47           | —            | —            | —            | —             | —            | シングルのみ                       |
| 1961 | "You're the Reason"                                      | 87           | 16           | —            | —            | —             | —            | シングルのみ                       |
| 1969 | "Games People Play"                                      | 12           | —            | —            | 7            | —             | —            | Introspect, Games People Play      |
| 1969 | "Birds of a Feather"                                     | 96           | —            | —            | —            | —             | —            | Introspect                         |
| 1969 | "Leaning on You"                                         | 104          | —            | —            | 69           | —             | —            | シングルのみ                       |
| 1969 | "Don't It Make You Want to Go Home" (with The Believers) | 41           | 27           | —            | 42           | 11            | 18           | Don't It Make You Want to Go Home? |
| 1970 | "Walk a Mile in My Shoes" (with The Believers)           | 12           | 56           | 3            | 10           | 6             | 2            | Don't It Make You Want to Go Home? |
| 1970 | "Children"                                               | 51           | —            | —            | 33           | —             | 31           | Don't It Make You Want to Go Home? |
| 1970 | "Why Does a Man Do What He Has to Do"                    | 118          | —            | —            | 47           | —             | —            | Joe South                          |
| 1971 | "Fool Me"                                                | 78           | —            | —            | —            | —             | —            | Joe South                          |